# Hypoxylon brabeji
Hypoxylon brabeji är en svampart som beskrevs av Marinc., M.J. Wingf. & Crous 2008. Hypoxylon brabeji ingår i släktet Hypoxylon och familjen kolkärnsvampar.   Inga underarter finns listade i Catalogue of Life.